# Eutrichosiphum pallidum
Eutrichosiphum pallidum är en insektsart. Eutrichosiphum pallidum ingår i släktet Eutrichosiphum och familjen långrörsbladlöss. Inga underarter finns listade i Catalogue of Life.